# Oxyopes lineatus
Oxyopes lineatus là một loài nhện trong họ Oxyopidae.
Loài này thuộc chi Oxyopes. Oxyopes lineatus được miêu tả năm 1806 bởi Latreille.